# 9½ Weeks
9½ săptămâni (9½ Weeks) este o dramă erotică americană din 1986 regizată de Adrian Lyne după memuarele cu același nume scrise de Elizabeth McNeill. Rolurile principale sunt interpretate de Kim Basinger și Mickey Rourke. Filmul a fost turnat în 1984, dar a fost lansat abia în februarie 1986.
 
Filmul nu a fost un succes comercial în Statele Unite, având încasări de doar 6.734.844 $, la un buget de 17.000.000 $, primind și recenzii foarte variate. Totuși pelicula a avut un succes imens pe plan internațional, în special în Australia, Canada și Marea Britanie încasând 100 de milioane de dolari în întreaga lume, câștigând popularitate prin intermediul suportului DVD.
 Filmul a dat naștere a două sequeluri Another 9½ Weeks (1997) și The First 9½ Weeks (1998).

## Distribuție
- Mickey Rourke - John Gray
- Kim Basinger - Elizabeth McGraw
- Margaret Whitton - Molly
- David Margulies - Harvey
- Christine Baranski - Thea
- Karen Young - Sue
- William De Acutis - Ted
- Dwight Weist - Farnsworth
- Roderick Cook - Sinclair, criticul
- Victor Truro - Gallery Client

## Sequel și prequel
În 1997, a apărut un sequel direct-to-video denumit Another 9½ Weeks, cu participarea lui Mickey Rourke și Angie Everhart, regizat de Anne Goursaud. În 1998, s-a turnat un prequel straight-to-video numit The First 9½ Weeks care nu avea în distribuție nici unul din actorii inițiali.